# Mark Landin
Mark Landin é um município da Alemanha, situado no distrito de Uckermark, no estado de Brandemburgo. Tem 44,27 km² de área, e sua população em 2019 foi estimada em 968 habitantes.